# Diócesis de Maliana
La diócesis de Maliana (en latín: Dioecesis Malianen(sis) y en portugués: Diocese de Maliana) es una circunscripción eclesiástica latina de la Iglesia católica en Timor Oriental, sufragánea de la arquidiócesis de Dili. La diócesis tiene al obispo Norberto do Amaral como su ordinario desde el 30 de enero de 2010.

## Territorio y organización
La diócesis tiene 3141 km² y extiende su jurisdicción sobre los fieles católicos de rito latino residentes en los distritos de: Liquiçá, Bobonaro y Cova-Lima.
La sede de la diócesis se encuentra en la ciudad de Maliana en la isla de Timor, en donde se halla la Catedral del Sagrado Corazón. 
En 2020 en la diócesis existían 11 parroquias.

## Historia
La diócesis fue erigida el 30 de enero de 2010 con la bula Missionalem Ecclesiae del papa Benedicto XVI separando territorio de la diócesis de Dili (hoy arquidiócesis).
Originalmente inmediatamente sujeta a la Santa Sede, el 11 de septiembre de 2019 pasó a formar parte de la provincia eclesiástica de Dili.

## Estadísticas
De acuerdo al Anuario Pontificio 2021 la diócesis tenía a fines de 2020 un total de 272 664 fieles bautizados.
| Año                                                                             | Población            | Población | Población      | Sacerdotes | Sacerdotes    | Sacerdotes    | Bautizados por sacerdote | Diáconos permanentes | Religiosos | Religiosos | Parroquias |
| Año                                                                             | Bautizados católicos | Total     | % de católicos | Total      | Clero secular | Clero regular | Bautizados por sacerdote | Diáconos permanentes | Varones    | Mujeres    | Parroquias |
| ------------------------------------------------------------------------------- | -------------------- | --------- | -------------- | ---------- | ------------- | ------------- | ------------------------ | -------------------- | ---------- | ---------- | ---------- |
| 2010                                                                            | 206 597              | 210 000   | 98.4           | 31         | 6             | 25            | 6664                     |                      | 27         | 81         | 10         |
| 2012                                                                            | 228 741              | 230 175   | 99.4           | 37         | 15            | 22            | 6182                     |                      | 44         | 101        | 10         |
| 2013                                                                            | 232 883              | 239 289   | 97.3           | 37         | 15            | 22            | 6294                     |                      | 45         | 125        | 10         |
| 2016                                                                            | 248 383              | 251 092   | 98.9           | 46         | 16            | 30            | 5399                     | 1                    | 65         | 163        | 10         |
| 2019                                                                            | 267 206              | 268 822   | 99.4           | 45         | 16            | 29            | 5938                     | ?                    | 50         | 89         | 11         |
| 2019                                                                            | 268 387              | 275 059   | 97.6           | 43         | 15            | 28            | 6241                     | 1                    | 62         | 91         | 11         |
| 2020                                                                            | 272 664              | 277 515   | 98.3           | 19         | 19            |               | 14 351                   |                      | 31         | 144        | 11         |
| Fuente: Catholic-Hierarchy, que a su vez toma los datos del Anuario Pontificio. |                      |           |                |            |               |               |                          |                      |            |            |            |

## Episcopologio
- Norberto do Amaral, desde el 30 de enero de 2010